# VALE TUDO JAPAN '97
VALE TUDO JAPAN '97（バーリ・トゥード・ジャパン 97）は、日本の総合格闘技団体「VALE TUDO JAPAN」の大会の一つ。1997年11月29日、東京都江東区の有明コロシアムで開催された。

## 大会概要
本大会では修斗ヘビー級王者エンセン井上と元キング・オブ・パンクラス暫定王者フランク・シャムロックによるフリーウェイト契約戦が組まれた。

## 試合結果
第1試合 VTJルール 80kg契約 8分3R
○  中尾受太郎 vs.  スティーブ・ネルソン ×
2R 5:31 三角絞め
第2試合 VTJルール 78kg契約 8分3R
△  桜井速人 vs.  マセロ・アグア △
3R終了 時間切れ
第3試合 VTJルール フリーウェイト契約 8分3R
○  川口健次 vs.  ヤン・ロムルダー ×
3R 3:49 スリーパーホールド
第4試合 VTJルール 64kg契約 8分3R
△  巽宇宙 vs.  ジョン・ホーキ △
3R終了 時間切れ
第5試合 VTJルール 84kg契約 8分3R
○  カーロス・ニュートン vs.  エリック・パーソン ×
1R 0:41 腕ひしぎ十字固め
第6試合 VTJルール フリーウェイト契約 8分3R
○  トム・エリクソン vs.  エド・デ・クライフ ×
1R 0:37 TKO（レフェリーストップ：マウントパンチ）
第7試合 VTJルール 72契約 8分3R
○  佐藤ルミナ vs.  ジョン・ルイス ×
2R 1:23 腕ひしぎ十字固め
第8試合 VTJルール フリーウェイト契約 8分3R
○  フランク・シャムロック vs.  エンセン井上 ×
2R 7:17 反則失格（セコンドのリングイン）